# Drug Restaurant
Drug Restaurant（韓語：드럭 레스토랑）是韓國CJ E&M於2015年推出的四人搖滾樂團，前身為鄭俊英樂團，由鄭俊英、趙大民、鄭碩元、李賢圭所組成。
2015年5月27日以首張專輯《脫離日常事》正式出道。2016年5月20日，鄭俊英樂團更名為Drug Restaurant，原因為團隊並非是圍繞著主唱的團體。Drug Restaurant此團名的涵義具有「比起藥局的藥品更加讓人愉悅的處方」，此外Drug Restaurant的音樂也具有讓這社會上辛苦的人們獲得治癒的意涵。

## 經歷
2012年，鄭俊英在選秀節目《Super Star K》第四季中獲得季軍並得到廣泛的聲望。鄭俊英在參加Super Star K4之前，是獨立搖滾樂團的歌手。

最初，他與樂團一起報名了Super Star K4的試鏡，但由於簽證問題，位於美國及英國的吉他手趙大民和貝斯手鄭碩元無法出席，於是鄭俊英以個人歌手出道。

一年後，他在2014年發行了他的首張迷你專輯《1st Mini Album》和他的第二張迷你專輯《Teenager》
2014年，鄭俊英開始與趙大民、鄭碩元、李賢圭在個人專輯中一起工作。三名團員在此之前便已是獨立音樂界的音樂家。

吉他手趙大民為昔日的搖滾樂隊Vanilla Unity的成員之一，經常在Seo Taiji的演奏會上作為嘉賓，貝斯手鄭碩元為Munch and Fantastic Drugstore的前成員，而鼓手李賢圭則是以Munch的前成員及Super Star K選手樂隊廣為人知。
2015年5月22日，鄭俊英決定再次以樂團形式亮相，並表示和有默契的團員們合作能從中找到自己的色彩。